# Henry Goudy

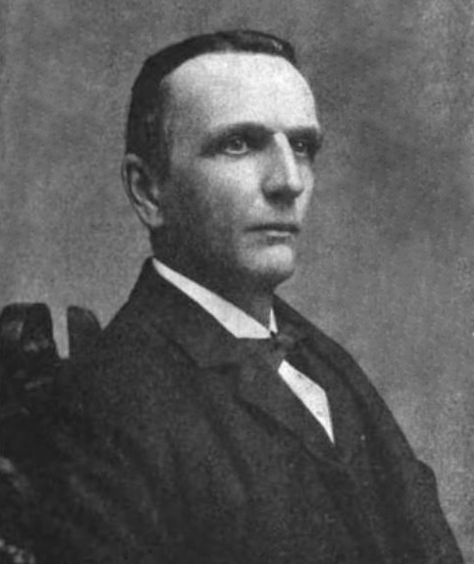
Henry Goudy in der Scots Law Times vom 8. Juli 1893

Henry Goudy (* 16. September 1848 in Strabane; † 3. März 1921 in Bath) war ein schottischer Rechtsanwalt und Regius Professor of Civil Law der University of Oxford.

## Leben
Henry Goudy wurde in Strabane, Nordirland geboren als Sohn des Theologen Alexander Porter Goudy, einem nordirischen presbyterischen Pfarrer aus Strabane, County Tyrone. Seine Mutter war Isabella Kinross (1824–1906), Tochter eines Kaufmanns aus der schottischen Hafenstadt Ayr. Er war einer von drei Söhnen und zwei Töchtern. Nach dem Tod des Vaters kehrte die Familie in die Heimat der Mutter zurück, so dass Henry seine Jugend in Schottland verbrachte. Einer seiner Brüder wurde später erfolgreicher Geschäftsmann in Neuseeland, der andere unterrichtete Russisch an der University of Cambridge. Seine Schwestern lebten unverheiratet in Cambridge.
Er studierte Jura in Glasgow (1864 bis 1867) und Edinburgh (immatrikuliert 1868), wo er einen MA 1870 und LLB 1871 erreichte. Er verbrachte dann ein Jahr an der Universität Königsberg und erhielt dadurch einen besonderen Zugang zum römischen Recht, in welchem er sich zu einer führenden Kapazität entwickelte. Ab dem 22. November 1872 wurde er als Rechtsanwalt (Barrister) in Schottland zugelassen.
Goudys Zulassung als Jurist traf mit einer lebhaften Zeit in der schottischen Rechtsprechung zusammen. Durch Kontakte nach Deutschland war das Fach belebt worden und Goudy schrieb 1880 mit William C. Smith Local Government, mit dem der Diskurs um politische Reformen belebt werden sollte. 1886 veröffentlichte er ein einflussreiches Werk über die Zerschlagung von Unternehmen in Schottland. Das Werk wurde 1914 in der vierten Auflage veröffentlicht und hatte sich als Standardwerk in der Lehre etabliert. 1888 wurde ihm John Rankine für die Besetzung der Professur in Edinburgh noch vorgezogen, aber 1889 folgte er seinem früheren Lehrer James Muirhead als Professor für Civil Law an der University of Edinburgh. Zwar hatte Goudys bisherige Karriere sich auf das schottische Recht bezogen, so hatten ihn seine Studien in Edinburgh und in Königsberg auf das Römische Recht vorbereitet. Nach einigen Artikeln zum römischen Recht legte er eine zweite Auflage von Muirheads Historical Introduction to the Law of Rome auf. Die Plagiarisierung des Werks durch den ehemaligen US-Botschafter Hannis Taylor legte er in einem Artikel für die Judicial Review (1908) offen.
1893 wurde er in der Nachfolge des ebenfalls in Nordirland geborenen James Bryce und auf dessen Vorschlag an Gladstone zum Regius Professor of Civil Law an die Universität Oxford berufen. 1894 wurde ihm von der Universität Oxford der Doctor of Civl Law (D.C.L.). verliehen und von der Universität Edinburgh, 1917, ebenfalls ein Doktor der Rechte (LL. D.). Er verblieb als Regius Professor bis 1919 und zog sich dann zurück. Er wurde emeritiert und behielt seine Fellowship im All Souls College.
Am 3. März 1921 verstarb der Junggeselle in Bath, wo er auch beigesetzt wurde.

## Ehrungen
Goudy war Ehrenmitglied des Gray’s Inn, einer der vier Anwaltskammern im Vereinigten Königreich. Peter Birks gründete in seiner Zeit in Edinburgh den Roman law club, der aber nach Birks Wechsel nach Oxford wenig aktiv war. Mit der Neubesetzung der Professur für Civil Law in Edinburgh 2013 sollen die Aktivitäten verstärkt werden. Das Seminar wurde neu benannt in Henry Goudy Seminar in Roman Law.

## Bibliografie
36 Arbeiten Goudys in 150 Publikationen werden in rd. 2700 Bibliotheken Angeboten. Arbeiten von Goudy wurden in vier Sprachen übersetzt.
- A treatise on the law of bankruptcy in Scotland (24 Auflagen zwischen 1886 und 1914)
- Historical Introduction to the Privat Law of Rome, (35 Auflagen zwischen 1899 und 2009)
- Addresses on codification of law
- Trichotomy in Roman Law; Clarendon Press; 1910; Deutscher Titel: Dreiteiligkeit im römischen Recht.
- The marriage laws, 1901: